# 49. Infanterie-Division (Wehrmacht)
La 49. Infanterie-Division fu una divisione dell'esercito tedesco attiva durante la seconda guerra mondiale, che venne creata nel febbraio 1944 e fu schierata lungo il Fronte Occidentale, dove fu sciolta nel dicembre dello stesso anno.

## Storia
La divisione fu costituita il 1º febbraio 1944 vicino a Boulogne attraverso la riorganizzazione della 191. Reserve-Division, a seguito di un ordine del 23 novembre 1943. La divisione fu utilizzata per la protezione costiera tra Boulogne ed Etaples e a metà agosto fu rapidamente trasferita nell'area metropolitana di Parigi per essere utilizzata contro le truppe alleate, ma a causa della loro superiorità si ritirò passando attraverso Bruxelles nell'area tra Liegi e Maastricht, subendo pesanti perdite. L'11 settembre 1944 la divisione attraversò il confine della Germania nell'area intorno ad Aquisgrana e prese una posizione difensiva a nord-ovest della città, inoltre vennero aggiunti alla divisione vari battaglioni. Successivamente combatté a Würselen, ma fu respinta nella zona della Ruhr; i suoi resti furono incorporati nella 246. Infanterie-Division e con ordinanza del 5 dicembre 1944 la divisione fu sciolta con effetto immediato.

## Ordine di battaglia
- Grenadier-Regiment 148
- Grenadier-Regiment 149
- Grenadier-Regiment 150
- Artillerie-Regiment 149
- Panzerjäger-Kompanie 149
- Division Füsilier-Bataillon 49
- Feldersatz-Bataillon 149
- Infanterie-Divisions-Nachrichten-Abteilung 149
- Divisions-Einheiten 149[1][2]

## Decorazioni
Alcuni soldati della 49. Infanterie-division furono premiati per le loro azioni in guerra:
- Croce Tedesca
  - in oro: 2
- Croce di Cavaliere della croce di ferro: 5
  - Croce di Cavaliere con foglie di quercia: 1
- Distintivo per combattimenti ravvicinati:
  - in bronzo: 1

## Comandanti
- Generalleutnant Siegfried Macholz (1º febbraio 1944 - 4 settembre 1944)
- Generalleutnant Vollrath Lübbe (4 settembre 1944 - 10 ottobre 1944)
- Oberst Körte (10 ottobre 1944  - ottobre 1944)[1][2]